# 筑後ループ橋
筑後ループ橋（ちくごループきょう）は、福岡県筑後市の福岡県道706号筑後城島線に存在する橋である。

## 概要

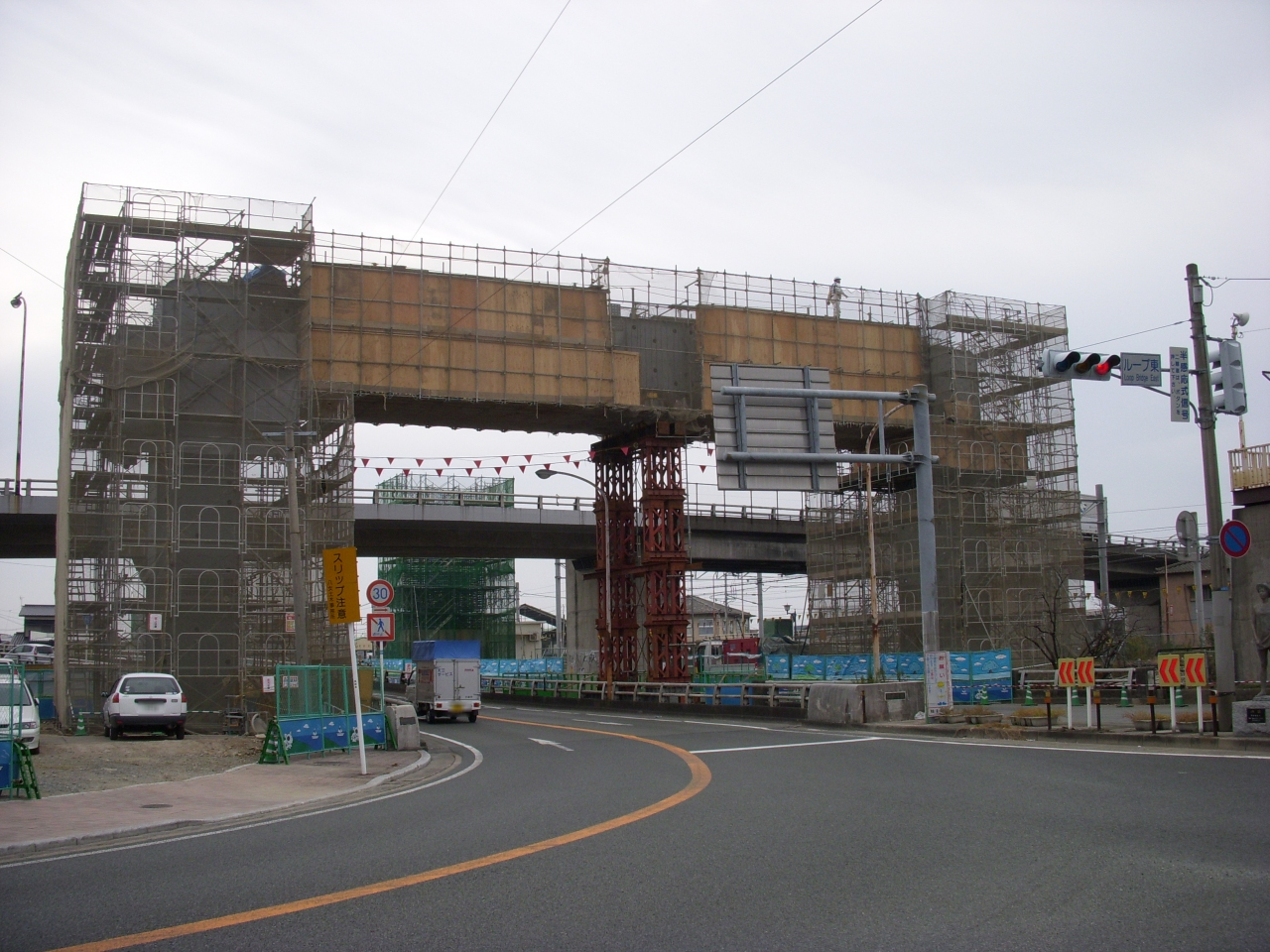
筑後市に位置する筑後ループ橋

正式名称は筑後陸橋。1969年、当時の福岡県道24号福島大川線（※なお当県道はその後、1983年3月を以って国道に昇格され現在は欠番となり、同年4月以降は国道442号となった。）の橋として完成。鹿児島本線羽犬塚駅のすぐ南側に位置し、同線を横断するループ橋であり、福岡県内では初めてのループ橋である。2011年現在はループ橋の真上を九州新幹線が通過している。開通当初は福岡県道24号線であったが、1983年4月に国道442号に格上げされ、2013年5月25日に国道442号八女筑後バイパスが開通した際に道路区画の変更が施され、福岡県道706号に降格した。